# Parviterribacter multiflagellatus
Parviterribacter multiflagellatus es una especie de bacteria grampositiva del género Parviterribacter. Fue descrita en el año 2016. Su etimología hace referencia a múltiples flagelos. Es aerobia y móvil. Catalasa positiva y oxidasa negativa. Tiene un tamaño de 0,6-0,7 μm de ancho por 1,3-2,3 μm de largo. Forma colonias traslúcidas, lisas, brillantes, convexas, de color amarillo claro y con márgenes enteros. Temperatura de crecimiento entre 17-43 °C, óptima de 32-43 °C. Tiempo de duplicación de 9,2 horas. Tiene un contenido de G+C de 74%. Se ha aislado del suelo de la sabana en Erichsfelde, Namibia. 